# Ushuaïa, le magazine de l'extrême
Pour les articles homonymes, voir Ushuaïa (homonymie).
Ushuaïa, le magazine de l'extrême est une émission de télévision française de documentaires présentée et produite par Nicolas Hulot, diffusée sur TF1 entre le 17 septembre 1987 et le 31 janvier 1996. Durant les premières années, elle est consacrée à la découverte de sport extrême, puis de plus en plus aux paysages naturels du monde et à leurs habitants. Ce magazine est notamment financé par Rhône-Poulenc. À partir de 1998, elle est reprise sous le nom de Ushuaïa Nature.

## Historique
Au départ, Ushuaïa, le magazine de l'extrême est présenté en plateau par Nicolas Hulot dans un décor représentant un bateau avec un bruitage évoquant le vent. Le présentateur commente des images achetées à d'autres productions. Mais l'émission ne convainc pas Patrick Le Lay qui compte l'arrêter. Dominique Cantien, directrice des divertissements de TF1, considère que l'erreur vient du fait que pour faire rêver les téléspectateurs, il faudrait pouvoir quitter le plateau et que Nicolas Hulot puisse jouer son rôle d'aventurier au bout du monde.
Afin de trouver les financements nécessaires, Dominique Cantien convainc Rhône-Poulenc de sponsoriser l'émission,, pour « avoir une belle image, en interne comme en externe », afin que leurs employés soient fiers d'y travailler. Initialement, l'émission devait s'appeler Bienvenue dans un monde nouveau. N'ayant pas le droit de faire apparaître un sponsor à l'image, Dominique Cantien propose alors à l'industriel d'acheter des espaces publicitaires sur TF1 en y ajoutant la phrase Bienvenue dans un monde nouveau comme slogan de Rhône-Poulenc.
Le titre définitif de l'émission fait référence à Ushuaïa, la ville située à l'extrême sud du continent américain. Sa diffusion a duré de septembre 1987 à janvier 1996, pour un total de 300 numéros hebdomadaires en deuxième partie de soirée. C'était un succès d'audience pour la chaîne. 
Un film nommé Les hommes d'Ushuaïa est également sorti en salles en 1994.
L'émission a cédé sa place à Opération Okavango de 1996 à 1997.
À partir de novembre 1998, l'émission reprendra sa place, sous le nom d'Ushuaïa Nature, dans un format différent, notamment trimestriel et en première partie de soirée, avec un Nicolas Hulot plus animateur que présentateur.
Le 1er janvier 2008, TF1 a diffusé une émission spéciale du nom de Ushuaïa Extrême Nature pour fêter les 20 ans d'Ushuaïa. Cette émission montre des moments marquants du magazine de l'extrême et la manière dont il a évolué au fil des années.

## Audiences
En 1993, la diffusion de l'émission du 19 février enregistre 4 004 000 spectateurs (39,5 %).

## Liste des épisodes
- Octobre 1987 : Salon de Provence[6].
- 22 juillet 1988 : Turks & Caicos[6].
- Août 1988 : Yougoslavie[6].
- Septembre 1988 : Zimbabwe[6].
- Septembre 1988 : Toulon[6].
- Octobre 1988 : Pont du Sautet[6].
- Novembre 1988 : la Camargue[7].
- Novembre 1988 : Zimbabwe[6].
- Décembre 1988 : Botswana[6].
- Février 1989 : le cap Horn (1re partie)[7].
- Mars 1989 : le cap Horn (2e partie)[7].
- Avril 1989 : les îles Caïman (3 émissions)[7],[6].
- Mai 1989 : Niger[6].
- Mai 1989 : Chine (1re partie)[6].
- Juin 1989 : Chine (2e partie)[7].
- Septembre 1989 : Chamonix[6].
- Septembre 1989 : Le Mont-Saint-Michel[6].
- Octobre 1989 : Argentine[6].
- Novembre 1989 : Zermatt[6].
- Janvier 1990 : Antarctique[6].
- Mars 1990 : Maldives[6].
- Avril 1990 : Belize[6].
- Avril 1990 : Pyrénées[6].
- Mai 1990 : Arctique[6].
- Mai 1990 : Corse[6].
- Juin 1990 : Galapagos[6].
- Septembre 1990 : Kenya[6].
- Octobre 1990 : Villers-le-Lac[6].
- Octobre 1990 : Chamonix[6].
- Octobre 1990 : Marseille[6].
- Octobre 1990 : Vancouver[6].
- Novembre 1990 : Jura[6].